# Félix Pyat
Félix Aimé Pyat (Vierzon, 4 ottobre 1810 – Saint-Gratien, 3 agosto 1889) è stato un politico, drammaturgo e giornalista francese.
Più volte deputato, fu una figura di spicco della Comune di Parigi.

## Biografia
Avvocato, Félix Pyat praticò soprattutto il giornalismo, collaborando a Le Figaro, allo  Charivari e alla Revue démocratique, e scrivendo, dal 1832 al 1847, diversi drammi teatrali ormai dimenticati, alcuni dei quali interpretati da un famoso attore dell'epoca, Frédérick Lemaître.
La Rivoluzione del 1848 lo lanciò nell'agone politico. Commissario nel dipartimento dello Cher, venne eletto deputato della Sinistra all'Assemblea Costituente e a quella Legislativa nel 1849. Compromesso con la manifestazione del 13 giugno – una protesta contro la spedizione delle truppe francesi a Roma – fuggì in Svizzera, poi passò a Bruxelles e infine a Londra. Qui si unì ai rivoluzionari francesi in esilio, aderenti a La Commune révolutionnaire, e scrisse molti opuscoli politici. Nel 1864 aderì alla Prima Internazionale sperando d'imporsi ai vertici grazie alla sua oratoria, ma ne fu impedito da Marx, «contrario a che l'Internazionale servisse ai suoi effetti teatrali».
Tornato in Francia nel 1869, quando nel 1870 il principe Pierre Bonaparte assassinò il giornalista Victor Noir, Félix Pyat fece appello all'insurrezione e fuggì in Inghilterra. Fu così condannato a cinque anni di carcere in contumacia. Tornato a Parigi alla proclamazione della Repubblica, fondò il giornale Le Combat e l'8 febbraio 1871 fu eletto all'Assemblea Nazionale, ma si dimise il 3 marzo per protesta contro l'approvazione dei preliminari di pace con la Germania.
Fondò il nuovo giornale Le Vengeur e prese parte alla Comune, venendo eletto al Consiglio il 26 marzo 1871. Fece parte della Commissione esecutiva, della Commissione finanze e del Comitato di Salute pubblica. Quando, il 22 maggio, le truppe di Versailles entrarono a Parigi, chiamò dal suo giornale alla resistenza e si nascose. Riapparve in giugno a Londra, mentre la corte militare lo condannava a morte in contumacia.
Tornò in Francia con l'amnistia del 1880 e fu eletto deputato nel 1888. È sepolto nel cimitero di Père-Lachaise.

## Scritti politici
- Lettres d'un proscrit. La vile multitude. Le prince Tityre. Lettres à Barbès, à M. Chambord, 13 juin. Aux électeurs de la Seine, de la Nièvre et du Cher, 1851.
- Loisirs d'un proscrit. Lettre au général Changarnier. Vive la République. Samedi et dimanche. Les carabiniers royaux. L'espion Schnepp, 1851.

## Opere teatrali
- Une révolution d'autrefois, ou les Romains chez eux, 1832
- Le Brigand et le Philosophe, 1834
- Ango, 1835
- Les deux Serruriers, 1841
- Cédric-le-Norwégien, 1842
- Mathilde, 1842
- Diogène, 1846
- Le Chiffonnier de Paris, 1847
- L'Homme de peine, 1885